# 巴札巴
巴札巴，印度大乘密宗人士，八十四成就者之一。

## 簡介
巴札巴住在瑪尼達喇，是一個好結伴遊玩、沈迷享樂的婆羅門。一天，他離開朋友回家沐浴，一位瑜珈行者前來乞食。巴札巴指責瑜珈行者的汙穢，瑜珈行者卻指身口意的汙穢才是真正的不清淨，於是巴札巴被說服，夜晚前往墓園向巴札巴求法。巴札巴違背婆羅門戒律購買酒肉供養瑜珈士，於是瑜珈士授與其灌頂，與破除他的我慢，授予正見。於是巴札巴放棄階級，經過六年禪修，終於證得大手印成就，最後與五百位弟子一同進入本尊淨土。